# Lespiteau
Lespiteau ist eine französische Gemeinde mit 79 Einwohnern (Stand 1. Januar 2022) im Département Haute-Garonne in der Region Okzitanien (zuvor Midi-Pyrénées). Die Einwohner werden als Espitaliens bezeichnet.

## Geographie
Hier mündet das Flüsschen Job in den Ger (Garonne).
Umgeben wird Lespiteau von den vier Nachbargemeinden:
| Rieucazé             |                                             | Pointis-Inard |
|                      | Kompassrose, die auf Nachbargemeinden zeigt |               |
| Encausse-les-Thermes |                                             | Soueich       |

## Bevölkerungsentwicklung
| Jahr                      | 1962 | 1968 | 1975 | 1982 | 1990 | 1999 | 2005 | 2010 | 2016 |
| ------------------------- | ---- | ---- | ---- | ---- | ---- | ---- | ---- | ---- | ---- |
| Einwohner                 | 68   | 66   | 69   | 62   | 68   | 68   | 79   | 75   | 96   |
| Quelle: Cassini und INSEE |      |      |      |      |      |      |      |      |      |

## Sehenswürdigkeiten
- Kirche St-Roch, erbaut 1838